# A.J. Ramos
Alejandro "AJ" Ramos Hinjos, soprannominato Junior (Lubbock, 20 settembre 1986), è un giocatore di baseball statunitense.

## Minor League (MiLB)
Dopo essersi diplomato alla Estacado High School di Lubbock (Texas), nel 2005 si iscrive alla Texas Tech University, dove gioca a baseball nei Red Raiders. Nel 2008 subisce un intervento chirurgico al gomito, che non gli impedisce comunque di essere scelto al Major League Baseball draft 2009 dai Marlins (21º giro, 638ª scelta assoluta).
Inizia la carriera professionistica nei Jamestown Jammers, team di New York-Penn League affiliato ai Marlins. Milita in Minor League dal 2009 al 2012 (con una presenza anche nel 2014) e arriva fino al livello doppio A, dove indossa la divisa dei Jacksonville Suns. In 179 partite complessive nelle Minors conquista 83 salvezze e 9 vittorie, a fronte di 16 sconfitte, con una media PGL di 2,29 e 289 strikeout. Tra il 2010 e il 2012, viene inoltre inserito per tre volte consecutive nella lista dei migliori prospetti dei Marlins (MiLB.com Organization All-Star).

## Major League (MLB)

### Miami Marlins (2012-2017)

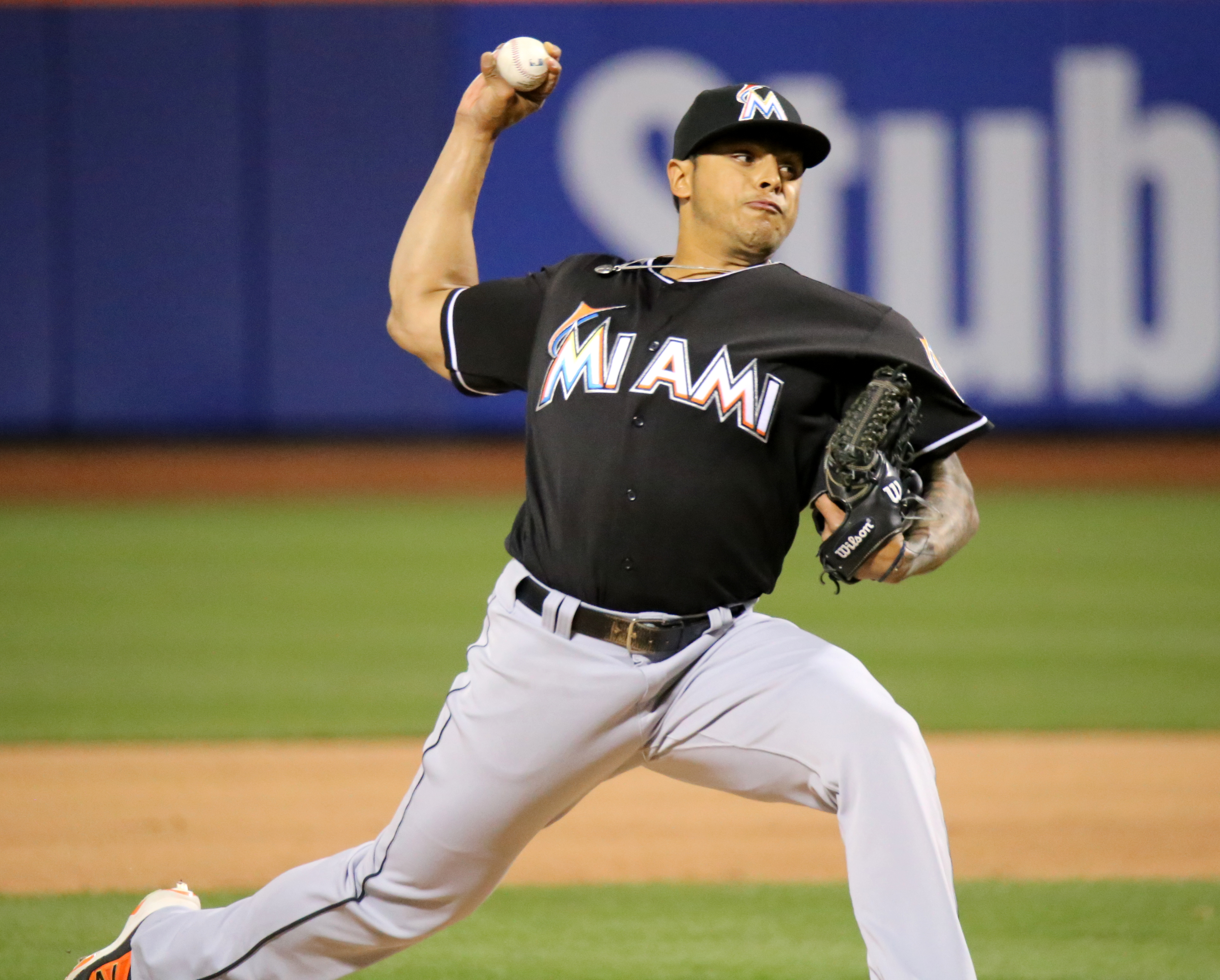
Ramos con i Marlins nel 2016

Ramos viene chiamato per la prima volta in Major League il 4 settembre 2012, quando debutta nella sconfitta interna, avvenuta al Marlins Park di Miami per 8-4, dei Miami Marlins contro i Milwaukee Brewers. Entrato al nono inning, ottiene 3 strikeout consecutivi senza concedere valide.
Nel 2014 fa registrare una delle sue annate migliori a Miami, con un record di 7 vittorie e 0 sconfitte e una media PGL di 2,11.
Nel 2015, a causa delle difficoltà di Steve Cishek, diventa il closer della squadra e ottiene 32 salvezze su 38 occasioni. In 70,1 inning mette inoltre a segno 83 strikeout (miglior prestazione in carriera), contro sole 26 basi su ball.
Le statistiche diventano ancora più convincenti a inizio 2016, quando ottiene 24 salvezze consecutive nelle prime 24 occasioni (nuovo record per la franchigia): prestazioni che, alla soglia dei 30 anni, gli valgono la selezione all’All-Star Game. Concluderà l’annata con 40 salvezze.
Per il 2017 firma con i Marlins un contratto pesante, da 6,55 milioni di dollari. Resta però con la squadra solo nella prima parte dell’anno, concludendo la sua esperienza in Florida con un totale di 92 salvezze, 15 vittorie, 16 sconfitte e una media PGL di 2,78.

### New York Mets (2017-2018)
Il 28 luglio 2017 passa ai New York Mets in cambio dei prospetti Merandy González e Ricardo Cespedes. Sostituisce come closer Jeurys Familia, infortunato dal mese di maggio, e Addison Reed, ceduto nei giorni seguenti ai Boston Red Sox.
Debutta con la nuova casacca il 2 agosto al Coors Field di Denver, nella vittoria per 10-5 contro i Colorado Rockies. Ottiene la prima salvezza l’8 agosto al Citi Field di New York, nella vittoria per 5-4 contro i Texas Rangers. Divenne free agent alla fine della stagione 2018.

### L.A. Dodgers, Chicago Cubs e Colorado Rockies (2020)
Dopo aver saltato l'intera stagione 2019, Ramos annunciò (nel luglio 2020) l'intenzione di tornare nella MLB. Il 2 luglio 2020, firmò un contratto di minor league con i Los Angeles Dodgers. Venne svincolato il 28 agosto.
Il 30 agosto 2020, Ramos firmò un contratto di minor league con i Chicago Cubs, che però lo svincolarono appena quattro giorni dopo, il 3 settembre.
Il 5 settembre 2020, Ramos firmò un contratto di minor league con i Colorado Rockies. Divenne free agent a fine stagione.

### Los Angeles Angels (2021)
Il 24 marzo 2021, Ramos firmò un contratto di minor league con i Los Angeles Angels, disputando durante la stagione 4 partite nella MLB e 42 nella Tripla-A. Divenne free agent al termine del campionato.

## Palmarès
- MLB All-Star: 1

2016
- All-Star della MiLB: 3

(2010-2012)
- Mid-Season All-Star della Southern League: 1

(SOU, 2012)
- Mid-Season All-Star della Florida State League: 1

(FSL, 2011)